# ヴァヒド・ハシェミアン
ヴァヒド・ハシェミアン（ヴァヒード・ハーシェミヤーン, وحيد هاشميان、Vaḥīd Hāshemiyān、1976年7月21日 - ）は、イラン、テヘラン出身の元同国代表サッカー選手、サッカー指導者。現役時代のポジションはFW。
空中戦に強さを見せるストライカー。その跳躍力から、ヘリコプターの異名を持つ。

## 来歴

### クラブ
イランの地元クラブ、パス・テヘランから1999年にドイツ・ブンデスリーガのハンブルガーSVに移籍。同じくイラン出身のメフディ・マハダヴィキアとチームメイトになるものの、2年間で12試合の出場に留まった。2001年に2部のVfLボーフムに移籍してチームの1部昇格に貢献、2003年にはリーグ得点ランキング4位タイの16ゴールを挙げてチームをUEFAカップ出場圏の5位に導くなど、ボーフム時代の3年間で87試合34得点の活躍をし、2004年にバイエルン・ミュンヘンに200万ユーロで移籍。背番号9番を与えられるなど期待されたが活躍はできなかった。2005年にハノーファー96、2008年には古巣のボーフムへ移籍した。
自身36度目の誕生日を迎えた2012年7月21日、現役引退を発表した。

### 代表
イラン代表ではメフディ・マハダビキアやアリ・カリミらイラン国外でプレーする選手らとともにチームの主力として活躍している。2005年のドイツワールドカップ予選では対日本戦において2得点を挙げ、勝利に貢献した。
2009年6月、ワールドカップ予選の韓国戦で緑色のリストバンドをつけて試合に出場したため、代表からの無期出場停止処分を受けた。緑色はイラン大統領選挙で敗れた改革派（現大統領アフマディネジャドによる不正があったと主張している）のシンボルカラーであり、改革派を支持していると受け止められたようだが、政府当局から強要や圧力があったかどうかは不明である。なお、ハシェミアンのほかにアリ・カリミら3選手が処分された。

### 指導者
選手引退後はオーバーリーガのアシスタントコーチを経て、2013年、監督に就任。2014年4月からはドイツサッカー連盟で指導者になるため職業訓練を行っていることが報じられ、その一環として古巣バイエルン・ミュンヘンの聴講生となった。
その後、古巣ハンブルガーSVのU-17チームやイラン代表のアシスタントコーチを経て、2025年7月4日、ペルセポリスFCの監督に就任。選手時代最後にプレーした古巣に13年ぶりに復帰した。

## 所属クラブ
- 1994-1996  ファトハ・テヘラン
- 1997-1999  パス・テヘラン
- 2000-2001  ハンブルガーSV
- 2001-2004  VfLボーフム
- 2004-2005  FCバイエルン・ミュンヘン
- 2005-2008  ハノーファー96
- 2008-2010  VfLボーフム
- 2010-2012  ペルセポリスFC

## 代表歴

### 出場大会
- イラン代表
  - 2006 FIFAワールドカップ

### 試合数
- 国際Aマッチ 50試合 14得点（1998年-2009年）[8]

| イラン代表 | 国際Aマッチ | 国際Aマッチ |
| 年         | 出場        | 得点        |
| ---------- | ----------- | ----------- |
| 1998       | 3           | 3           |
| 1999       | 3           | 1           |
| 2000       | 7           | 1           |
| 2001       | 1           | 0           |
| 2002       | 0           | 0           |
| 2003       | 0           | 0           |
| 2004       | 3           | 2           |
| 2005       | 8           | 3           |
| 2006       | 9           | 3           |
| 2007       | 6           | 1           |
| 2008       | 2           | 0           |
| 2009       | 8           | 0           |
| 通算       | 50          | 14          |

## 指導歴
- 2012-2013  SVハルシュテンベク＝レリンゲン（ドイツ語版） 監督
- 2013  ナインドルファーTSV（ドイツ語版） 監督
- 2017-2018  ハンブルガーSV U-17 アシスタントコーチ
- 2019-2022  イラン代表 アシスタントコーチ
- 2025-  ペルセポリスFC 監督